# Enrico Battaglin
Enrico Battaglin (Marostica, 17 novembre 1989) è un ex ciclista su strada italiano, con caratteristiche di passista-scalatore, è stato professionista dal 2012 al 2022. 
In carriera ha vinto tre tappe al Giro d'Italia, una nel 2013, una nel 2014 e una nel 2018.
Non ha legami di parentela con l'ex ciclista Giovanni Battaglin, nonostante i due siano entrambi nativi di Marostica.

## Carriera

### Gli esordi e gli anni da Under-23
Enrico Battaglin comincia a gareggiare nel 1996, all'età di sei anni, su spinta del padre Gianni, appassionato di ciclismo; percorre così la trafila delle categorie giovanili e, dopo gli anni negli Esordienti al Cycle Team Cassola e quelli tra gli Allievi/Juniores con la Sandrigosport, approda tra i dilettanti Under-23 vestendo la divisa dell'importante squadra trevigiana Zalf-Désirée-Fior.
Nel 2010 vince otto corse del calendario dilettanti Elite/Under-23 FCI, tra cui il Gran Premio San Giuseppe a Montecassiano, la prima tappa e la classifica generale del Giro delle Regioni e il Gran Premio Capodarco: questi successi lo portano a vestire la maglia azzurra nella prova in linea Under-23 dei campionati del mondo di Melbourne, ove conclude quarantanovesimo.
L'anno dopo, sempre tra gli Under-23, migliora il proprio score aggiudicandosi undici corse del calendario italiano, tra le quali il Trofeo ZSŠDI, il Gran Premio San Giuseppe e il Trofeo Città di Brescia. Il 1º agosto 2011 passa, in qualità stagista, alla Colnago-CSF Inox, squadra Professional Continental, e già alla quinta corsa tra i pro, la Coppa Sabatini, ottiene il successo battendo allo sprint Davide Rebellin e Giovanni Visconti.

### Il professionismo
Per la stagione 2012 viene riconfermato alla Colnago-CSF, completando il vero e proprio salto nel professionismo. In stagione non ottiene successi; si classifica comunque terzo al Gran Premio di Lugano e in una tappa della Settimana Coppi e Bartali, e partecipa per la prima volta al Giro d'Italia.
Nel 2013 corre di nuovo il Giro d'Italia; in quella "Corsa rosa" si aggiudica in volata la quarta tappa, quella con arrivo a Serra San Bruno (ottiene così la prima effettiva vittoria da professionista) e si piazza poi secondo nella settima tappa, quella con arrivo a Pescara. In luglio sempre a Pescara conclude terzo nel Trofeo Matteotti, classica del calendario pro italiano. Al Giro d'Italia 2014 vince la 14ª tappa con arrivo in salita al Santuario di Oropa. Entra nella fuga di giornata insieme ad altri coraggiosi e, nel finale, controlla i loro attacchi. Con una grande rimonta sul rettilineo finale in pavé supera Dario Cataldo e Jarlinson Pantano.
Per la stagione 2016 passa al Team Lotto NL-Jumbo. Al Giro d'Italia si dimostra una valida spalla per il capitano Steven Kruijswijk, risultando spesso il suo ultimo gregario nei tratti di salita quando l'olandese conquista la maglia rosa. Tuttavia Kruijswijk, che sembra destinato a vincere la corsa, si piazzerà quarto anche a causa di una rovinosa caduta avvenuta in un tratto di discesa della 19ª tappa. Grazie al fatto di correre in una squadra World Tour, Battaglin fa anche il suo esordio alla Freccia Vallone, alla Liegi-Bastogne-Liegi e alla Vuelta a España.
Nel 2017 ottiene il quarto posto nella tappa di Peschici al Giro d'Italia. L'anno dopo al Giro d'Italia conclude terzo nella frazione di Caltagirone; l'indomani vince la quinta tappa, la Agrigento-Santa Ninfa, al termine di una volata con arrivo in leggera salita.

## Palmarès
- 2007 (Juniores)

Giro della Lunigiana (Castelnuovo Magra > Casano di Ortonovo)
- 2008 (Zalf Désirée Fior)

Coppa Città di San Daniele
- 2009 (Zalf Désirée Fior)

Giro delle Valli Aretine
- 2010 (Zalf Désirée Fior)

Gran Premio San Giuseppe
1ª tappa Giro delle Regioni (Montefiascone > Montefiascone)
Classifica generale Giro delle Regioni
Memorial Secondo Marziali
Memorial Matricardi Ippolito
2ª tappa Giro delle Valli Cuneesi
Gran Premio Capodarco
Milano-Rapallo
- 2011 (Zalf Désirée Fior)[4]

Trofeo ZSŠDI
Gran Premio San Giuseppe
Trofeo Mario Zanchi
Memorial Secondo Marziali
Coppa Cicogna
Gran Premio Industria Commercio Artigianato - Botticino Mattina
Trofeo Città di Brescia
Trofeo Sportivi di Briga Novarese
Coppa Collecchio
Piccolo Giro dell'Emilia
Gran Premio Ezio Del Rosso
Coppa Sabatini (con la Colnago-CSF Inox)
- 2013 (Bardiani Valvole-CSF Inox, una vittoria)

4ª tappa Giro d'Italia (Policastro Bussentino > Serra San Bruno)
- 2014 (Bardiani-CSF, una vittoria)

14ª tappa Giro d'Italia (Agliè > Santuario di Oropa)
- 2018 (Lotto-NL Jumbo, una vittoria)

5ª tappa Giro d'Italia (Agrigento > Santa Ninfa)

### Altri successi
- 2012 (Colnago-CSF Inox)

1ª tappa Monviso-Venezia - Il Padania (San Giovanni in Persiceto > Crevalcore, cronosquadre)

## Piazzamenti

### Grandi Giri
- Giro d'Italia

2012: 74º
2013: ritirato (14ª tappa)
2014: 52º
2015: ritirato (19ª tappa)
2016: 42º
2017: 64º
2018: 34º
2019: 66º
2020: 46º
2021: 85º
- Vuelta a España

2016: ritirato (9ª tappa)
2019: 113º

### Classiche monumento
- Milano-Sanremo

2012: ritirato
2013: 112º
2014: 43º
2015: 96º
2016: 29º
2017: 43º
2018: 50º
2019: 37º
2021: 67º
- Liegi-Bastogne-Liegi

2016: 46º
2017: 57º
2019: 38º
- Giro di Lombardia

2012: ritirato
2014: 58º
2016: ritirato
2017: 60º
2019: 77º
2020: 43º

### Competizioni mondiali
- Campionati del mondo

Melbourne 2010 - In linea Under-23: 49º

### Competizioni europee
- Campionati europei

Offida 2011 - In linea Under-23: 15°

## Riconoscimenti
- Premio Italia under 23 nel 2010